# Kolano (Białoruś)
Kolano (biał. Калена, Kalena; ros. Колено, Koleno) – wieś na Białorusi, w obwodzie brzeskim, w rejonie janowskim, w sielsowiecie Mochre, przy granicy z Ukrainą.
Znajduje się tutaj przejście graniczne, położone na drodze republikańskiej R144 (na trasie Janów - Łuck).

## Historia
W dwudziestoleciu międzywojennym kolonia leżąca w Polsce, w województwie poleskim, w powiecie pińskim, w gminie Brodnica. W 1921 miejscowość liczyła 53 mieszkańców, zamieszkałych w 6 budynkach. Wszyscy oni byli Białorusinami wyznania prawosławnego. Znajdował się tu wówczas przystanek kolejowy Kolano linii wąskotorowej Janów Poleski - Kamień Koszyrski (obecnie nieistniejącej). Położony był on pomiędzy przystankami Mochro i Dolsk.
Po II wojnie światowej w granicach Związku Sowieckiego. Od 1991 w niepodległej Białorusi.